# HD 192263
HD 192263 es una estrella de 8.ª magnitud situada en la constelación de Aquila. El tipo espectral de la estrella es K2V, por lo que se trata de una enana naranja, un tipo de estrella más fría y menos luminosa que el Sol. No es posible observarla a simple vista, pero con unos simples prismáticos o con un pequeño telescopio debería ser fácilmente localizable. La estrella se encuentra muy cerca del ecuador terrestre.
Se ha informado de diversas compañeras de esta estrella, sin embargo, se trata probablemente de componentes ópticos en la línea de observación, o bien directamente de observaciones erróneas.
En 1999 se descubrió un planeta extrasolar que orbitaba la estrella.

## HD 192263 b
El planeta descubierto en 1999, designado HD 192263 b, es un gigante gaseoso que posee una masa de casi tres cuartos la masa de Júpiter. El planeta posee una órbita circular en torno a la estrella, y completa una revolución alrededor de ella en aproximadamente 24 días.
En el año 2002 la existencia del planeta se vio cuestionada; se observó, mediante fotometría, que la estrella poseía variaciones en su brillo que tenían precisamente el mismo período y velocidad que el planeta, por lo que se pensó que en un principio estas variaciones podrían haber llevado al error de confundirse con un planeta. Sin embargo, un año más tarde, en 2003, la existencia del planeta se vio confirmada.